# La Martre, Var
La Martre este o comună în departamentul Var din sud-estul Franței. În 2009 avea o populație de 173 de locuitori.

## Evoluția populației
| An        | 1975 | 1982 | 1990 | 1999 | 2006 | 2009 |
| --------- | ---- | ---- | ---- | ---- | ---- | ---- |
| Populație | 51   | 61   | 85   | 133  | 160  | 173  |